# 山口俊夫
山口 俊夫（やまぐち としお、1928年2月3日 - 2007年12月12日）は、日本の法学者（フランス法・労働法）。東京大学名誉教授。日仏法学会会長。元中央労働委員会会長。東京都出身。

## 略歴
- 1949年3月 東京都立江北高等学校卒業
- 1953年3月 東京大学法学部卒業
- 1953年9月-1963年10月 フランスを中心にヨーロッパ諸国に留学
- 1961年12月 パリ大学法学部で法学博士号取得
- 1962年8月 フランス国立科学研究センター（C.N.R.S.）研究員
- 1966年4月 立教大学法学部教授
- 1972年4月 東京大学法学部教授
- 1988年4月 千葉大学法経学部教授
- 1993年4月 神奈川大学法学部教授
- 1996年-1998年 中央労働委員会会長
- 2007年12月12日 肺気腫のため死去[1]

## 受賞
- パリ大学Prix de Th'ese（博士論文賞）、1961年
- 勲二等旭日重光章、2001年[1]

## 主要著書
- 『概説フランス法上・下』（1978年、2004年）
- 『フランス債権法』（1986年）
- 『フランス法辞典』（2002年）